# Colurieae
Colurieae — триба квіткових рослин підродини розанні (Rosoideae) родини розові (Rosaceae).

## Роди
- Coluria
- Fallugia
- Geum
- Sieversia
- Waldsteinia